# Étage (architecture)
Pour les articles homonymes, voir étage.
Un étage en architecture est l’espace compris entre le plancher et le plafond dans un bâtiment. Dans certains pays dont la France, ce terme exclut le rez-de-chaussée. Le terme « niveau » désigne indifféremment un étage, le rez-de-chaussée ou un sous-sol. Dans le vocabulaire de l'architecture, l'étage ne peut être confondu avec le niveau (cf. André Félibien, Des principes de l'architecture…, 1676). Un étage est un ensemble de locaux contigus pour lesquels il n’y a pas ou peu de différence d’altitude des planchers ni de pente alors que les plafonds peuvent être variables en forme et très dissociés selon la hauteur libre qu'ils délimitent.
La composition d’un édifice entre dans le domaine de l’architecture. L’utilité et l’esthétique d’étages existants produisent l'épannelage. L'urbanisme relève de la répartition de la population de sa culture culture locale et la région, soit des différences importantes entre l'Europe, l'Amérique et les gratte-ciel, l'Afrique à culture partiellement importée et l'Asie (voir par exemple l'épannelage à Tokyo, au Japon).

## Histoire

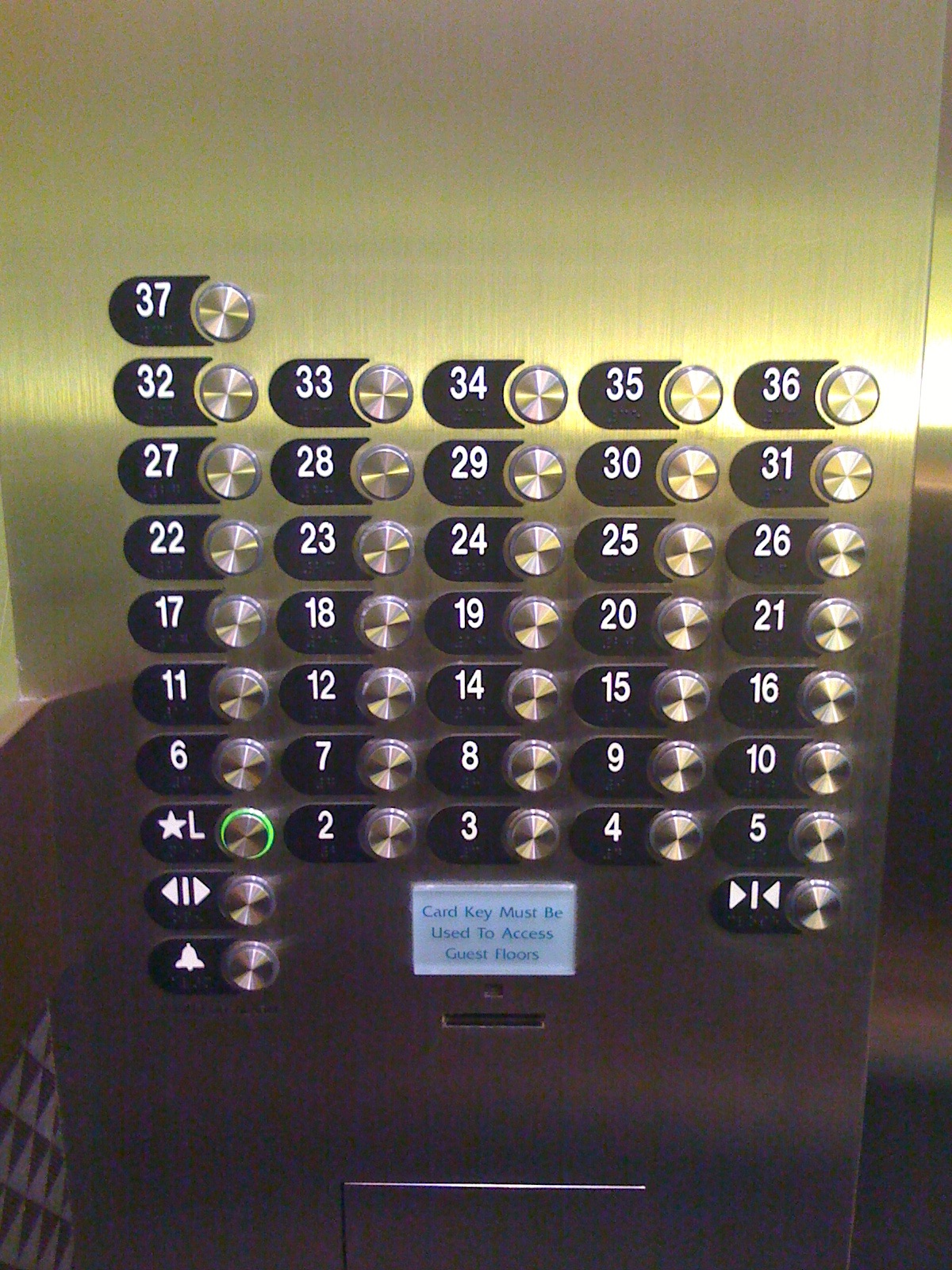
Aux États-Unis, le premier étage est le rez-de-chaussée. Par superstition, le treizième étage est appelé le quatorzième étage.

La numérotation des étages varie d'un pays à l'autre
Numérotation européenne
Numérotation nord-américaine
utilisant les 2
pas de données disponibles

Selon Jean Nicot dans son Thresor de la langue francoyse, l'étage est en 1606 ce que l'on appellerait aujourd'hui le plancher (le plancher n'était alors qu'un étage constitué de planches en bois). L’estage est un sol de travée ou travers d'une maison que le Languedoc et peuples adjacents appellent aussi « solier », à cause des soles ou solives sur lesquelles ce sol est établi. C'est la mesure par laquelle le « fonds en comble » — c'est-à-dire la hauteur et la profondeur des maisons — est mesuré, à prendre du rez-de-chaussée, « tout ainsi que la longueur par la travée ». « Selon ce on dit, Ceste maison est de deux, trois ou plusieurs estages, Duorum, trium pluriumve tabulatorum domus, Il vient de stégê Grec que les Doriens escrivoient stéga, qui vaut autant que Tabulatum. » Le François estime le premier étage être le rez-de-chaussée, appelant le sol, l'estage de rez-de-chaussée, etc.
C'est à partir du XVIIe siècle que l'étage désigne la tranche comprise entre deux planchers.

## Un élément d’urbanisme
En France, la réglementation urbaine, notamment au moyen du plan local d'urbanisme (qui a en général remplacé le plan d'occupation des sols), définit la surface autorisée de prise au sol sur la parcelle, l’emprise ainsi que la hauteur des bâtiments constructibles selon leur situation dans la ville.
Un gratte-ciel est un immeuble comportant de nombreux étages, en général en situation dans les métropoles en France. À Paris, la tour Montparnasse, un des tout premiers gratte-ciel parisiens, compte 59 étages. À Lyon, la tour de la Part-Dieu qui était à l'époque de sa construction, avec 42 étages, le plus haut bâtiment de l'agglomération, avait pour contrainte de ne pas dépasser la hauteur de la colline de Fourvière. Dans certaines régions du monde, la démarche peut être inverse, la norme peut être celle des très hautes tours pour le respect de l'image de modernité qu'on veut donner, comme l'a fait historiquement New York, une caractéristique de la forme de la ville qu'elle a exportée.
Le plus célèbre des contournements des conventions de construction, celui en France des normes de la hauteur maximale admise de l'édifice à construire, est la gouttière à la Mansart qui n'est pas au dernier étage de la construction. Dans les règlements de Haussmann à Paris, l'immeuble compte 7 étages au maximum au-dessus du rez-de-chaussée, avec une hauteur maximale de façade, une hauteur minimum d'étage, et le toit peut comporter au plus deux étages contenus dans des combles dont la section s'inscrit dans un demi-cercle dont le diamètre est fixé par rapport à la largeur de la rue. Les surélévations de bâtiments dans des sites réglementés et protégés sont fréquentes, provenant de la valeur du foncier.
Généralement, les étages d'immeubles sont de mêmes dimensions globales, la même masse en emprise au sol. Ils peuvent se rétrécir avec des gradins comme pour les Pyramides de La Grande-Motte. Parfois, par exemple lorsqu'il y a un encorbellement, l'étage occupe une surface un peu débordante à celle de la parcelle au sol. Le débord au-dessus de la chaussée fait l'objet de règles DTU avec une portée maximale et une hauteur du surplomb minimale, une largeur en projection sur la parcelle privative qui détermine la prise en charge de voirie depuis le XXe siècle.

## Un élément d'architecture

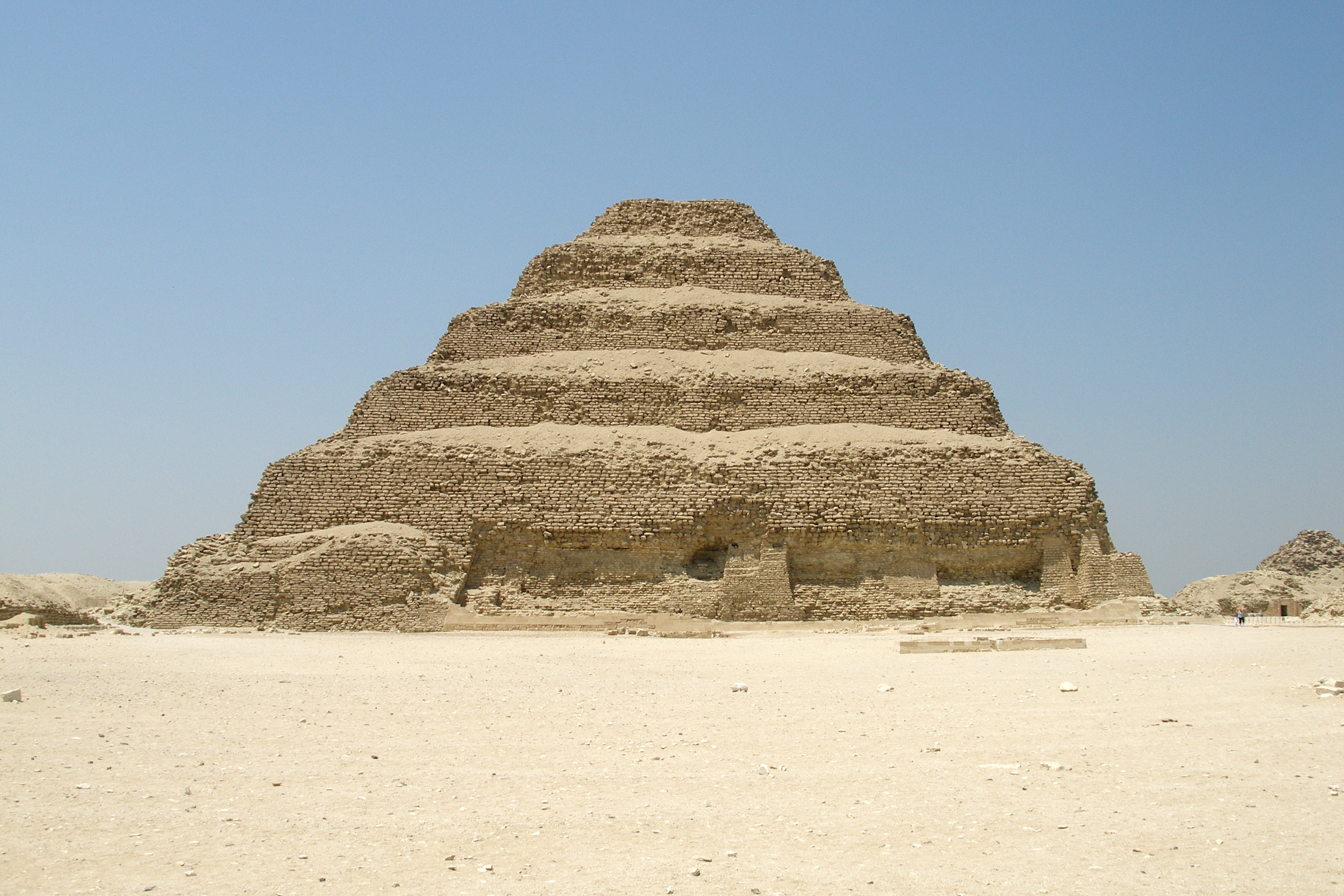
Nécropole de Memphis, pyramide à étage de Djoser.

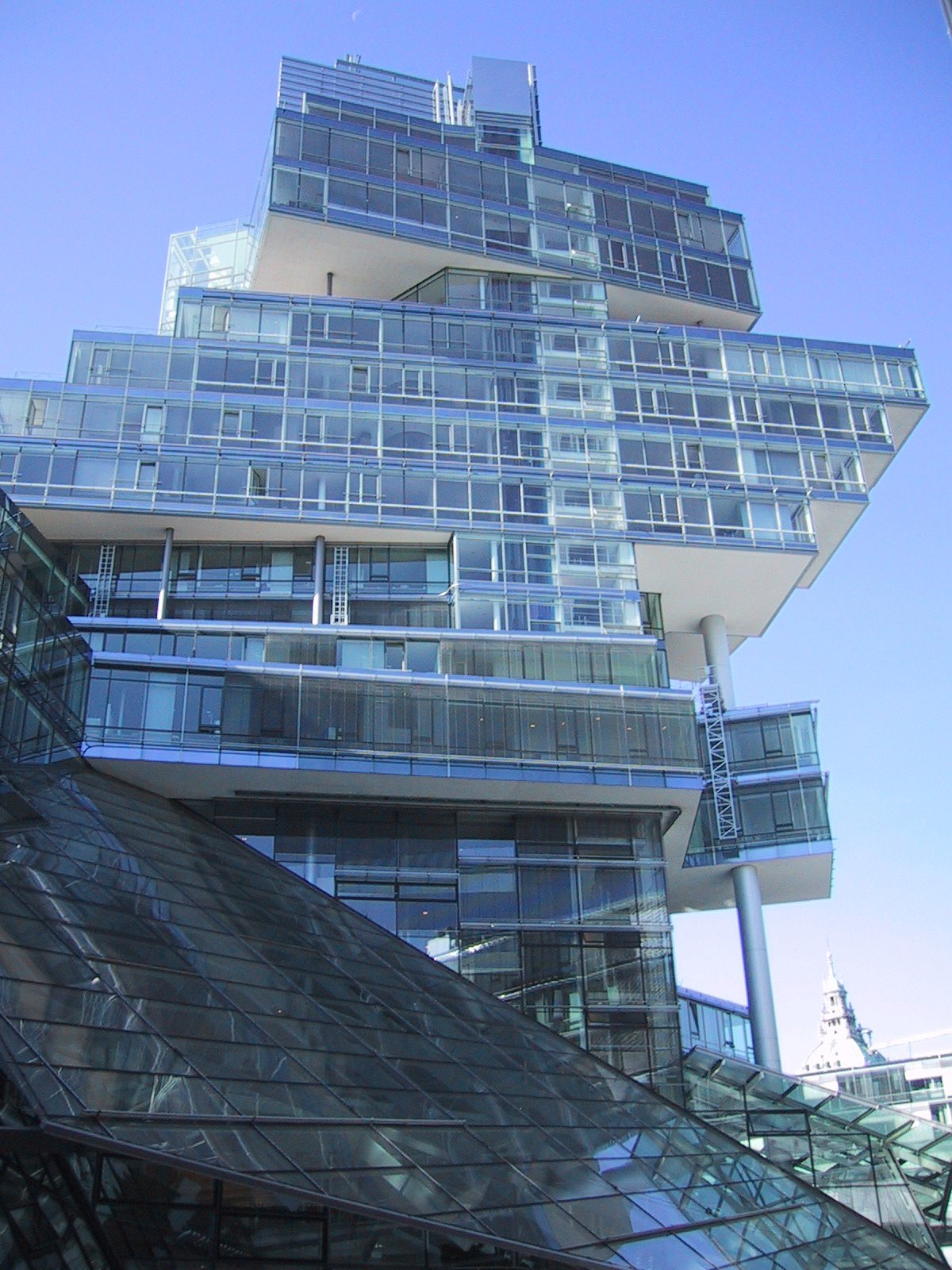
Les étages marqués de la Norddeutsche Landesbank à Hanovre, conception de Behnisch Architekten.

Dans un bâtiment, l'étage est en élévation au-dessus du rez-de-chaussée et ne peut le désigner. L'architecture des bâtiments multiplie les étages pour des raisons pratiques d'intégration à l'environnement, des raisons d'efficacité militaire, des raisons esthétiques et de contexte social, des raisons économiques de rareté de terrain, des raisons religieuses, des raisons de processus de fabrication dans l'artisanat et l'industrie.
Les étages dans l'architecture antique et classique sont des éléments que l'on doit voir, entrant dans une composition du bâtiment. Cela s'appuie sur des éléments qui sont montrés d'architecture codifiée dans des ordres. Avec ses symboles de puissante autorité organisant la société, on montre alors et distingue dans la construction antique les niveaux, chaque ordre étant particulier à un étage de la construction. Ces éléments respectent au départ une conception philosophique de l'art de bâtir (l'architecture) et s'en éloignent en suivant à ce moment-là plutôt un académisme. Concernant la marque distinctive des étages par des bagues (tores) sur les colonnes le parti des ordres simples (ionique, dorique, corinthien) est devenu le parti de l'ordre colossal qui continue l'unité du fût et l'ordre superposé qui présente plusieurs ordres avec des colonnettes intercalaires.
Cette dernière disposition est apparue timidement au cours du XVe siècle et s'est généralisée en architecture classique au milieu du XVIe siècle.
L'architecture académique distingue le niveau et l'étage. La définition du niveau est faite par les baies et non les planchers. On peut ainsi avoir une salle pouvant être seule dans un corps de bâtiment (par exemple une bibliothèque) occupant plusieurs niveaux avec cependant un seul plancher s'il y a plusieurs fenêtres superposées et plusieurs corniches qui séparent les niveaux en façade. À l'inverse s'il y a découpe commune de fenêtre avec piédroits communs sans coupure de corniche (baie passante) pour plusieurs planchers, il n'y a qu'un niveau (cas de l'entresol intégré à l'étage inférieur). On confond cependant niveau et étage pour les murs pignons aveugles. Les éléments de l'architecture composant l'unité visible d'un étage de la construction est obtenue par la composition soignée des éléments de baie (frontons, balustrades, frise, etc.) entre les cordons marquant les étages. Ces éléments n'ont plus leur véritable valeur philosophique initiale.
On voit ainsi apparaître clairement comme raison principale de la construction architecturale avec étage des différences d'utilité selon la hauteur où se situe l'occupation. Par exemple, dans le sud de l'Espagne au XVIe siècle, les logis sont composés d'un appartement d'été pour disposer du patio et son ombre au rez-de-chaussée et d'un appartement d'hiver à l'étage.
Le fonctionnalisme apparaissant de manière marquée dans le XXe siècle en traduction de la place prise dans la société par le système économique et de la laïcisation des valeurs artistiques, les éléments classiques de marque d'étage disparurent ou devinrent anecdotiques.
La hauteur en étages du bâtiment, la hauteur de l'étage sont traduits comme pour tous les autres éléments d'architecture par une norme à respecter pour la construction qui rend plus ou moins aisée et économique la construction haute selon le pays d'implantation (pour exemples aux États-Unis, à New York, la Zoning ordinance de 1916 aboutissant aux immeubles en gradins ; en France, la classification en immeuble de grande hauteur).
L'architecture a apporté une valeur variable de la hauteur du bâtiment, alternée suivant les époques, les lieux, le caractère collectif ou non, la caractéristique de l'époque d'admettre ou non la mixité sociale de la population habitante. Une valeur de bâtiment haut riche, de bâtiment bas pauvre — ou de bâtiment haut pauvre, de bâtiment bas riche. Il s'est fixé à notre époque en Europe une valeur importante pour le modèle de bâtiment individuel à deux étages (le pavillon) et aux États-Unis une valeur importante aussi pour le modèle à un seul niveau. Ils correspondent aux souhaits de la grande masse de la population. Sur ce constat s'est opérée une définition au cours du XXe siècle de l'habitation-jardin en immeuble collectif jusqu'à huit niveaux où chacun des logements se compose de deux étages avec terrasse-jardin, ces logements qui se superposent correspondant à la fameuse « maison » désirée.
Une forme des étages établie par les plans de l'architecture moderne hygiéniste fut la forme découpée en facettes de la façade pour obtenir en périphérie d'étage une surface plus grande, donc une aération et un ensoleillement possibles plus importants.
La visibilité en façade — lorsqu'ils ne sont pas éclairés de l'intérieur — des étages des immeubles d'architecture contemporaine avec les façades rideaux en glace opaque et transparente souvent n'est plus faite. Ces façades lisses effacent l'effet des tranches par la régularité des niveaux se succédant.
La notion d'« étage » disparaît dans certaines conceptions d'architecture d'avant-garde actuelle. Dans l'architecture molle qui se réalise maintenant, par exemple, la notion d'espace n'est plus liée à un volume parallélépipédique. Car il ne s'agit plus de locaux établis sur un plan mais « pré-vu » en architecture virtuelle dans une organisation en général organique du corps de bâtiment à la façon du corps humain. La continuité des espaces n'est plus celle d'un plancher plan occupé par des pièces. Dans certaines architectures futuristes, la notion d'étage existe encore moins car il peut s'agir d'agrégats de cellules de vie placés ou non en hauteur.

### Moyens d'accès et de déplacement
Si autrefois, on montait ou descendait les étages à l'aide d'une échelle, celle-ci fut bientôt remplacée et les bâtiments équipés d'un escalier, ou d'une rampe, puis les étages de nombreux immeubles devenant de plus en plus élevés, et par commodité selon les usages, d'appareils mécaniques électriques tels qu'un ascenseur, un escalier mécanique ou escalator, ou d'un travelator.
Dans le cas d'une rampe continue en hélice utilisée dans les silos de boxes pour automobile, on peut considérer qu'il n'y a qu'un « étage continu » sur plusieurs niveaux, et cette notion est exploitée quelquefois dans l'architecture moderne dans les décalages voulus pour la hauteur des dalles par rapport au sol selon les ailes du bâtiment.

#### Rez-de-chaussée
Le plancher au niveau du sol est le rez-de-chaussée. Pour un édifice de plain-pied, le plancher a pu en fait ne pas exister et jusqu'au milieu du XXe siècle, en Europe, dans certaines fermes, a pu être constitué de terre battue, en continuité avec le sol extérieur. Pour éviter les désagréments de la boue et des inondations, le plancher du rez-de-chaussée des édifices a été fréquemment construit légèrement au-dessus du sol avec un terre-plein ou plus tard avec un vide sanitaire bas s'il n'y avait pas de cave. L'accès se fait alors par les quelques marches d'un perron extérieur. À la fin du XIXe siècle, le plan d'urbanisme de Paris impose la construction de rez-de-chaussée à hauteur minimale de 2,80 m. Au XXe siècle, le rez-de-chaussée de certains bâtiments dans l'architecture de style international se résume à l'entrée principale. Parfois le rez-de-chaussée disparaît de l'immeuble sur pilotis pour laisser sa place à la terre avec un accès par passerelle et rampe. Pour la conception urbaine des dalles paysagées comportant des jardins et des circulations piétonnes surélevés communes à un quartier qui ont généralisé cette conception, le « rez-de-dalle » est devenu le nouveau niveau rez-de-chaussée piéton. Le rez-de-chaussée existe en traduction littérale en anglais et désigne ce niveau pour les Anglais qui utilisent une courette en contrebas de chaussée. Pour les Canadiens anglophones, le terme rez-de-chaussée n'a pas toujours existé, mais il existe bel et bien dans la terminologie québécoise, qui ratifie également « premier étage » comme équivalent.

#### Soubassement
Le soubassement est l'étage marquant la liaison de la construction avec le terrain sur lequel s'implante la bâtisse. Dans l'architecture classique, le bâtiment important est d'une certaine façon posé sur un piédestal, ce piédestal est visible par un appareillage différent du reste de l'élévation du mur et sa composition donne une impression de robustesse par le bossage des pierres et une impression de solidité par le débord qu'il y a de la partie basse avec la partie haute du mur en retrait, qui fait voir que l'épaisseur de mur est plus grande. Si le sol est en pente, cet « étage de soubassement » s'enfonce dans le sol, et la parenté de ses parois avec un mur de soutènement est marquée par une même forme avec le fruit donné au mur parce que cet étage « rachète » le manque d'horizontalité du terrain. La différenciation se fait encore plus sentir par des portes d'accès à cet étage depuis l'extérieur qui ne sont pas les mêmes que celles du reste de la construction, notamment dans l'architecture nordique. L'étage de soubassement ne comporte classiquement pas de fenêtre.

#### Sous-sols
Les sous-sols sont des caves, des garages ou des niveaux techniques qui sont apparus à la fin du XIXe siècle après les caves voûtées traditionnelles du XIIe siècle, qui désignaient des locaux souterrains ne débouchant pas, comme le font les galeries de passage. Le nombre de sous-sols — la profondeur atteinte — est limité ordinairement par des contraintes techniques dues au risque d'inondation, à la présence de nappe phréatique dont la construction doit tenir compte. Si la rareté du terrain l’oblige, la profondeur est moins un frein pour un usage de stockage, par exemple pour des silos de stationnement et ce nombre dépasse la dizaine. Les sous-sols sont devenus, suivant les contraintes urbaines de la fin du XXe siècle, parfois des niveaux ordinaires, des étages d'utilisation fonctionnelle au même titre que les autres pour certaines organisations utilisatrices, ou présentant un intérêt par rapport au climat, aux longs hivers (Canada), voire un intérêt de sécurité civile (Suisse) ou militaire (France).

#### Entresol
L'entresol est un étage qui peut être à plafond assez bas, se situant normalement à mi-niveau avant le premier étage au-dessus du rez-de-chaussée, et pas forcément avec la même emprise au sol. Ses entrées peuvent être à l'intérieur des lots du rez-de-chaussée. Il se situe plutôt en arrière de bâtiment si la façade principale comporte des entrées de commerces et ateliers. L'entresol est intégré en façade principale avec le rez-de-chaussée dans certains styles classiques qui doivent comporter par les bandeaux de façade la marque visible des étages en rappelant les corniches d'appui des planchers (ces bandeaux servent parfois à « tricher » sur la position de ceux-ci et déterminer l'impression arrangée de position et de hauteur d'étage à la lecture de la façade). Les baies ne différencient pas à l'extérieur les deux niveaux, ayant des fenêtres à quatre battants servant aux deux niveaux en étant regroupés par deux horizontalement et délimités par une large traverse devant le plancher d'entresol. Les baies en plein cintre réservent l'arc à l'entresol. L'éclairage pouvait être à ras le sol pour l'entresol, les pièces étant à plafond bas et utilisées pour le service, et non pas pour les réceptions.
L'entresol des immeubles modernes est l'organisation architecturale qui fait suite au « rez-de-chaussée surélevé » des bâtiments où on faisait une économie de terrassement en enterrant les caves et les garages à mi-hauteur. Ce qui, avec l'usage, a abouti aux silos-garages actuels et a produit la surélévation en surplomb de la chaussée du jardin et des terrasses recouvrant ces garages. L'entresol moderne est fréquemment en « rez-de-jardin » avec accès à une terrasse privative.

#### Étage standard
L'étage standard est l'étage qui a pu être totalement répétitif dans la construction d'habitats modernes d'après-guerre et comporter un seul plan d'architecte pour organiser les étages du premier jusqu'à l'avant-dernier niveau d'un bâtiment. Beaucoup de ces bâtiments ont été construits économiquement et avec 4, voire 5 étages en plus du rez-de-chaussée, pour ne pas devoir être équipés d'ascenseur. En 1980, l'obligation d'équiper avec un ascenseur est faite pour les bâtiments à gabarit au-dessus de R+3. De même les tours ne dépassaient pas 14 étages pour des questions de sécurité d'évacuation, mais des problèmes pouvaient en fait survenir à cause de la vétusté du réseau d'alimentation en eau de la ville conçu sur le système du château d'eau sans que les surpresseurs en immeuble soient intégrés.

#### Étage carré ou étage franc
Les étages carrés sont des étages dont les cloisons sont verticales (hors combles classiques avec « surcroît » ou non, les bâtiments modernes d'habitation comportant eux des parois obliques de béton).

#### Demi-étage
Le demi-étage est un étage de hauteur sensiblement moindre que celle de l’étage situé au-dessous. Il est appelé « étage-attique » lorsque sa face forme couronnement et qu’il est séparé de l’étage inférieur par un corps horizontal : frise, cordon, corniche.
Le demi-étage peut aussi être un étage adossé à un vaisseau, une galerie à l'italienne, par exemple, et qui divise horizontalement l'espace latéral laissé libre dans la construction. Plusieurs demi-étages arrivent à la hauteur de la voûte. Il peut y avoir des baies entre le vaisseau et le demi-étage.

#### Plateau
Le plateau est un étage en espace libre, à l'instar des plateaux de tournage de cinéma et télévision, avec faux-plancher et faux-plafond, en général à usage de bureau, avec des bureaux fermés modulables ou des bureaux ouverts paysagés et des cloisons. Ces étages font partie des concepts du brutalisme et des réalisations en architecture high-tech qui ont utilisé des dalles suspendues.

#### Étage technique
L'étage technique est le niveau utilisé pour les mécaniques d'ascenseur, ventilation mécanique contrôlée (VMC), chaudières collectives, climatiseurs non ponctuels, dans les immeubles d'habitat ou dans les immeubles de bureaux hauts.

### Architecture d'habitat

#### Étage noble
L'étage noble est dans les architectures un étage d'apparat de proportions imposantes, haut de plafond, utilisé par des occupants de classe sociale importante pour les réceptions, parfois uniquement pour cela. Cet étage est le plus valorisé dans la bâtisse par l'architecture en concordance avec la mode dans la société. Le bon goût joue aussi sur la hauteur de la bâtisse et son nombre d'étages. Le terme « étage » est à l'origine utilisé pour désigner les pièces de « demeure », les pièces d'habitat confortable en niveau surélevé dans les bâtisses, distingué des locaux pour marchandises, les magasins et greniers. Il se situe à un niveau différent dans le bâtiment suivant le style architectural et les époques et la région. Le niveau le plus noble d'un immeuble dans l'architecture de la Rome antique de Néron est le rez-de-chaussée. L'étage noble style baroque est redevenu le rez-de-chaussée dont l'entrée de (grand) apparat est complètement séparée des entrées des étages ou bien se situe à côté de la volée d'escalier. L'étage noble du classicisme français sous Louis XIV est au premier étage d'immeuble et desservi par l'escalier principal dont l'entrée se situe dans le porche, à la descente de la voiture tirée par des chevaux nécessitant un passage haut (et une cour arrière pour faire demi-tour).
L'étage noble de l'architecture néo-classique époque Second Empire est au deuxième étage. L'étage d'apparat pouvait ne comporter que des pièces de jour : un « appartement », un seul « lot » au sens des notaires, pouvant faire plusieurs étages qui sont atteints par leurs escaliers propres, sans avoir à passer par les escaliers communs. Cette forme d'appartement lorsque sur deux étages, a pris le nom de « duplex », américanisme adopté en 1960. Les immeubles distribués en appartements sont construits depuis le XVIIIe siècle, ils sont en général composés d'appartements sur plusieurs étages même pour les appartements petits. Les immeubles d'habitat sont souvent dans les centres anciens la nouvelle forme donnée par la réhabilitation des hôtels particuliers (dès l'Ancien Régime en France).
L'étage noble n'existe que dans les immeubles qui se réfèrent à cette architecture d'hôtel princier avec différence affichée de classe sociale des occupants. Dans les immeubles anciens de rapport, sans ascenseur, les étages du haut étaient dépréciés et pouvaient être occupés par les familles de la classe ouvrière, la hauteur de plafond pouvait être bien inférieure à celle des étages intermédiaires. L'eau pouvait n'être pas courante (venant d'un robinet) disponible à tous les étages. Les étages supérieurs, avec les combles affectés au personnel de maison, pouvaient n'être desservis que par l'escalier dit de service situé en fond de cour. Les immeubles de rapport de Paris au milieu du XIXe siècle étaient répertoriés en classes suivant leur hauteur :
- 1re classe : 4 étages et 1 appartement par palier ;
- 2e classe : 5 étages et 2 appartements par palier ;
- 3e classe : 7 étages combles aménagés habitables et/ou boutique au rez-de-chaussée.

Un appartement loti sur un seul étage est un « appartement de plain-pied », ce qui est une formule affichant une bonne classe sociale pour un appartement considéré comme plutôt grand.

#### Mezzanine
La mezzanine d'appellation moderne reprend l'idée à l'origine de l'entresol, en étage, d'où son autre nom de « demi-étage ». La mezzanine est un plancher supplémentaire qui vient diviser une pièce de hauteur de plafond de plus de 4 mètres ce qui augmente la surface utilisable de la pièce. Elle n'est pas à l'origine conçue pour la copropriété comme un niveau distinct, ne se répercute pas sur la structure de construction, est de la responsabilité totale et exclusive de son propriétaire pour tout désordre et n'est pas alors enregistrée comme élément du calcul de taxes foncière ni du calcul de répartition de charges communes de copropriété. Dans la construction moderne livrée clef en main, elle est cependant un niveau comme les autres avec les mêmes sujétions de construction — épaisseur de dalle, hauteur sous plafond, etc. — et de taxes. Elle fournit en fait une forme d'appartement duplex.

#### Comble
Le comble, l'espace sous la couverture du toit, peut être un étage s'il est accessible avec un plancher et pas seulement délimité par un plafond pour l'étage du dessous. Il constitue une (des) mansarde(s) s'il est habité ou bien un grenier, un entrepôt de grain et de fourrage utilisant une lucarne qui peut être devenu une réserve pour objets ou un séchoir à linge. Le comble à l'origine non accessible a pu être rendu accessible par la réhabilitation de la toiture en particulier au cours du XXe siècle avec les techniques modernes fournissant des planchers légers. Le comble ou le grenier n'existent évidemment pas dans un bâtiment de structure répandue de l'architecture moderniste avec toiture terrasse et en général sans véritable cave : on y utilise le cellier façon moderne en substitution. Cependant, cette forme délaissée du comble a été reprise en gabarit du dernier étage d'immeuble en béton à partir du dernier quart du XXe siècle dans les constructions façadistes où le toit à la Mansart est rappelé et pour les constructions modernes profondes qui ont un toit simple à deux pentes larges équipé d'un éclairage zénithal.

#### Terrasse supérieure accessible
La terrasse supérieure accessible (qui pour les puristes n'est pas un étage puisque sans plafond) est le niveau supérieur qui est utilisé pour jouir du panorama ou bien y effectuer une activité de plein-air, avec fréquemment un espace paysager en architecture européenne. Cette forme est issue après la seconde moitié du XXe siècle de l'architecture du Sud (voir aussi terrasse végétalisée). Dans l'architecture traditionnelle du bassin méditerranéen (après le Moyen Âge), cet étage a servi de séchoir et de réserve (dans le même esprit que des magasins) pour des denrées périssables et a servi de circulation dans l'agglomération des constructions qui se rejoignent, y compris au-dessus des rues, par l'intermédiaire des terrasses de logis qui les surplombent. Dans certaines architectures actuelles en béton de ce bassin méditerranéen (par exemple celle de Turquie), la dalle supérieure construite n'achève que temporairement la construction de l'immeuble, il est d'usage d'ajouter au cours du temps et suivant les moyens disponibles d'autres dalles au-dessus pour disposer d'autres étages.

### Hauteur des étages
La hauteur des étages la plus standard correspond au type de fonction du bâtiment, tour ou édifice :
- 2,66 mètres, soit 16 marches pour un immeuble d'habitation récent, hôtel ou parking ;
- 3 mètres, soit 18 marches pour un immeuble d'habitation ancien ;
- 3,30 mètres, soit 20 marches pour un immeuble de bureaux ou hôpital (espace réservé aux câbles et à la climatisation) ;
- 4 mètres, soit 24 marches pour un magasin, grande surface, gare ou bâtiment d'exposition (un escalator ou travelator est bien souvent utilisé dans ce cas) ;
- 1,90 mètre, soit 10 marches pour un train ou bus à 2 niveaux.

Elle peut être beaucoup plus importante pour certains édifices particuliers (cathédrale, tour panoramique).

### Numérotation des étages
Dans la plupart des pays de l'Europe et de l'Amérique latine, les niveaux d'un bâtiment sont numérotés à partir du rez-de-chaussée niveau 0, incrémentés par 1 en hauteur, sauf pour l'entresol et la terrasse supérieure non accessible. La terrasse supérieure accessible n'a pas de plafond et, pour les puristes, n'est pas un étage. Aux États-Unis, en Russie et en Chine, le rez-de-chaussée est numéroté comme l'étage no 1. Tandis qu'au Canada, on retrouve les deux formules.
Le repère est fait avec les circulations verticales : si le bâtiment est important et comporte des entrées à des dénivelés différents dus au terrain, le niveau 1 peut être celui d'une ou plusieurs des entrées, les autres étant à 0. La hauteur de l'édifice et le nombre d'étages conditionnent les normes de sécurité d'évacuation à respecter, les circulations verticales et particulièrement les escaliers de secours. Pour désigner cette composition en étages d'un bâtiment, la notation sur les plans et coupes d'architecte est « R + (nombre d'étages) », R étant le rez-de-chaussée, le niveau le plus près du terrain naturel qui est noté « TN ».
Ainsi, selon les pays et les cultures, les étages se numérotent différemment :
| Système français | Système britannique   | Système américain        | Système russe | Système japonais |
| ---------------- | --------------------- | ------------------------ | ------------- | ---------------- |
| 1er étage        | 1st floor             | 2nd floor                | 2             | 2F               |
| Rez-de-chaussée  | Ground floor          | Ground floor/1st floor   | 1             | 1F               |
| 1er sous-sol     | Lower ground floor -1 | 1st basement/Lower lobby | 0             | B1F/B1           |

### Architecture industrielle
En dehors de l'habitat pur et de ses besoins à satisfaire sur des surfaces au sol réduites parce que rares, l'étage est une composante de construction des ateliers et manufactures par nécessité technique : ainsi traditionnellement la minoterie utilise la descente des grains d’étage de traitement en étage de traitement accessibles avec la célèbre échelle de meunier, ainsi l’architecture industrielle traduisant volontairement les conventions morales utilisée pour construire des manufactures de tissage du XIXe siècle hygiéniste à la campagne a prévu[pas clair] des dortoirs de jeunes filles — surveillées par des religieuses afin qu'elles ne sortent pas la nuit — à l’étage au-dessus des mécaniques du hall au rez-de-chaussée[pas clair], en remplacement des locaux tous usages en ville très hauts de plafond où le travail et la vie domestique se côtoyaient.

### Architecture militaire
L'étage a toujours été une composante de l'architecture peu ou prou militaire pour organiser la défense et sécurité : ainsi, certaines tours de fortification du Moyen Âge sont accessibles seulement avec une échelle par l'étage et sa fenêtre, telle la légendaire Belle est enfermée au dernier étage de la grande tour.

### Architecture religieuse
L'étage (qui peut être un « demi-étage » associé à une salle suivant le concept galerie d'apparat) est une composante de l'architecture religieuse, comme composant de l'intégration de la substance à l'univers par le caveau en sous-sol, comme composant de l'élévation nécessaire vers le ciel, comme composant d'organisation à l'intérieur des édifices par sa qualité propre de séparation des pratiquants accédant à des zones séparées dans des temples, des églises, des mosquées, des synagogues dans le respect des règles de séparation des genres propres à chaque culte (cf. matroneum).

### Architecture commerciale
L'étage va permettre de spécialiser les espaces de vente par gamme de produit dans les édifices du XIXe siècle, les nouveaux « palais de la vente » de la distribution de masse débutante qui « a de bons prix » : étage du linge, étage du matériel de cuisine etc., auxquels on accède par des escaliers mécaniques et des ascenseurs. Cette conception reprend l'idée de la rue-coursive d'étage du phalanstère (dans ce cas demi-étage) bordant une salle centrale. La galerie commerciale en passage couvert dans un îlot de maisons reste pour sa part en rez-de-chaussée, elle reprend le concept de palais d'exposition en fer et verre qui abrite des espaces où on trouve les choses rares et de valeur.
Cependant à partir de l'implantation de centres commerciaux au milieu XXe siècle, on a pu distinguer deux types d'édifice :
- les centres ne comportant qu'un rez-de-chaussée et qui intègrent le concept de rue couverte par les alignements des façades dites extérieures des petits commerces de détail dans une allée en annexe à côté du géant de la distribution. Tout cela est abrité dans le même espace couvert qui est opaque dans sa façade vue du parc de stationnement ;
- les centres à plusieurs étages : qui sont des « rues couvertes superposées », composées des façades des locaux bien distincts tous en « rez-de-chaussée » malgré leur niveau, boutiques qui peuvent parfois simuler être en plein air avec une ébauche de toit en proéminence dans l'allée. La façade extérieure de l'ensemble peut dénoter ou non plusieurs niveaux, la vue depuis l'extérieur ne procurant pas de repérage de niveaux mais un affichage d'enseignes.

La réhabilitation du commerce très spécialisé situé en étage d'immeuble se fait en ce début de XXIe siècle, concerné en ville par la rareté du terrain, le coût des pas-de-porte, la difficulté des déplacements urbains et la facilité des déplacements en immeuble par les ascenseurs.

## Un élément de l'économie
La promotion immobilière moderne a changé les habitudes des valeurs traditionnelles attribuées aux étages : plus l'étage est haut, plus la vue est belle et moins l'air est pollué ; la valeur surfacique augmente (prix au mètre carré), la répartition dans l'immeuble des appartements de grande taille n'est plus la même selon le standing visé par la promotion en bas ou haut de gamme et la terrasse est reine. On a pu même voir le dernier étage traité en attique prendre la forme générique d'une maison individuelle. De la même façon, l'importance des locaux qui sont des bureaux dans leur immeuble spécialisé est un signe de hiérarchie selon leur altitude dans l'immeuble, plus seulement selon la surface ou le style d'aménagement : on est passé du rez-de-chaussée du bureau directorial dans l'entreprise fin du XIXe siècle, au premier étage milieu du XXe siècle, puis au sommet de la tour XXIe siècle pour le bureau du président. Si, dans l'architecture actuelle, la circulation dans l'édifice est voulue totalement libre, moins contraignante ou moins ordonnée, et surtout moins objet de protocole qu'auparavant (voir les magasins self-service et bureaux aménagés sur les plateaux), si cela est une constante de progrès affichée dans l'architecture molle, l'étage reste aussi un élément d'organisation de l'espace qui permet rendre de façon sensible dans l'esprit des gens la structure de la société avec sa stratification. De ce point de vue, la hauteur de l'édifice reste aujourd'hui encore une marque de réussite identique à celle des hauteurs de cathédrales au Moyen Âge donnant leur importance religieuse. La hauteur est symbolique et l'étage sert maintenant de repère unitaire de hauteur. L’importance dans la modernité est affichée, les records concernant les édifices sont médiatisés dans le même esprit maintenant que pendant la construction de la tour Eiffel (et ses 3 étages qui ont fait discussion), avec le record très parlant du nombre d'étages.

## Dans la littérature
« Elle montrait des murs noircis par la fumée, sur lesquels étaient pour tout ornement ces images enluminées de bleu, de rouge et de vert ; qui représentent la Mort de Crédit, la Passion de Jésus-Christ et les Grenadiers de la Garde impériale, puis, çà et là, dans la chambre, un vieux lit de noyer à colonnes, une table à pieds tordus, des escabeaux, la huche au pain, du lard, pendu au plancher, du sel dans un pot, une poêle ; et sur la cheminée, des plâtres jaunis et colorés. En sortant de la maison, Raphaël aperçut, au milieu des rochers, un homme qui tenait une houe à la main, et qui penché, curieux, regardait la maison. »

— Honoré de Balzac, La Peau de chagrin.